# Entypoma prominens
Entypoma prominens là một loài tò vò trong họ Ichneumonidae.